# Roy Fares
Roy Fares, född 16 september 1984 i Libanon, är en svensk konditor, författare och tv-personlighet.

## Biografi
Roy Fares kom med sin familj till Sverige 1990 när han var sex år gammal. Han är uppvuxen i Örebro och bor numera i Stockholm. Han är kusin till filmbröderna Josef och Fares Fares.
Fares har gått en 3-årig gymnasieutbildning på livsmedelsprogrammet i Örebro med inriktning bageri/konditor. 2005 fick han sitt gesällbrev som konditor. Samma år vann han SM-guld för unga bagare och kom på tredje plats på EM för unga bagare. Efter tävlingsframgångarna började Roy Fares jobba på det välrenommerade Tössebageriet i Stockholm.
2010 vann Fares tävlingen Årets konditor, som är Sveriges största tävling för professionella konditorer.
Hösten 2012 släppte han sin första bok Sweet!, inspirerad av svenska, franska och amerikanska desserter. 2013 medverkade han som en av tre domare i TV-programmet Dessertmästarna på Kanal 5 och släppte sin andra bakbok United States of Cakes. Boken utsågs till världens bästa kokbok 2014 i kategorin amerikansk mat av Gourmand World Cookbook Awards. Fares har även medverkat som konditor i tv-programmet Go'kväll i SVT 2011. Sedan 2013 är Fares en del av TV4:s matprogram Mitt Kök.
År 2014 släppte Roy Fares sin tredje bok Delicious, en egen tolkning av den klassiska bakboken Sju sorters kakor. I april 2015 gjorde han debut som programledare när Kanal 5 sände tv-serien United States of Cakes, baserad på hans bok med samma namn. År 2014 blev Roy Fares utnämnd till "Årets Chicaste" man av tidningen CHIC. År 2016 blev Roy Fares utnämnd till "Årets bäst klädda man" av tidningen Elle Sverige.
I september 2017 öppnade Roy Fares sitt första kafé tillsammans med Mattias Ljungberg. MR Cake är beläget i A house, före detta Arkitekturskolan, på Rådmansgatan 12 i Stockholm.
Våren 2019 etablerade MR Cake sitt andra kafé vid Stenpiren i Göteborg.

## Böcker
- Sweet!, Bonnier Fakta, 2012
- United States of Cakes, Bonnier Fakta, 2013
- Delicious, Bonnier Fakta, 2014
- Sweet Spots of New York, Bonnier Fakta, 2016
- Cake Hero, Bonnier Fakta 2017

## TV-medverkan
- Go'kväll, Sveriges Television
- Dessertmästarna, Kanal 5
- Mitt Kök, TV4
- United States of Cakes, Kanal 5
- Vem tar disken, Kanal 5
- Jul med dessertjuryn, Kanal 5
- Roy Fares i Amerika, Kanal 5
- The Journey- 15 dagar i Nepal tv3